# Karateka
En karateka (空手家 på japansk, udtales karate-ka, og betyder 'person der udøver tom hånd') er betegnelsen for en person, der træner den japanske kampsport karate. Ordet bruges i almindeligt hverdagssprog om en, der udøver karate, men det kan også bruges om tidligere udøvere – især instruktører, som har stoppet med at træne.
På japansk består ordet af tegnene 空 (kara) for 'tom', 手 (te) for 'hånd' og 家 (ka eller ie), som betyder 'person' eller 'udøver'. Strengt taget burde man egentlig sige karatedoka (空手道家), fordi den moderne form for karate – som har været undervist siden begyndelsen af 1900-tallet – hedder karate-dō. Det betyder 'den tomme hånds vej', så karatedoka kan oversættes til noget i stil med 'udøver af den tomme hånds vej' eller 'en der følger vejen i karate'.

## Definition
Hvis man kigger på det japanske tegn 家 (ka eller ie), kan man se, at "karateka" ikke bare betyder en, der træner karate. Tegnet kan også betyde "hus", men når det handler om kampsport, betyder det en, der virkelig har dedikeret sig til at lære karate grundigt. Det er altså ikke bare en, der går i dojoen og gentager de samme bevægelser hele tiden, men en, der prøver at forstå, hvorfor man gør, som man gør.
Det betyder også, at det ikke handler om, hvilket bælte man har, eller hvor længe man har trænet. Hvis man virkelig brænder for at studere karate, så er man allerede en karateka. Nogle siger dog, at man først kan kaldes karateka, hvis man har brugt mange år på det og virkelig har fordybet sig i det.